# Station Pellevoisin
Station Pellevoisin is een spoorwegstation in de Franse gemeente Pellevoisin. Het station is gesloten.